# Campeonato Argentino de Futebol de 2013–14
O Campeonato Argentino de Futebol de 2013–14 foi a 84ª temporada do Campeonato Argentino de Futebol, organizado pela AFA. Ele foi disputado em duas fases: a primeira que aconteceu no último semestre do primeiro ano e a segunda no primeiro semestre do segundo ano. Cada turno consagrou o seu próprio campeão que disputou uma partida final, em campo neutro, cujo ganhador obteve a Copa Campeonato.

## Torneio Inicial
Classificação Final
- 1 -San Lorenzo

- 2 -Lanús

- 3 -Vélez Sársfield

- 4 -Newell's Old Boys

- 5 -Arsenal

- 6 -Belgrano

- 7 -Boca Juniors

- 8 -Atlético de Rafaela

- 9 -Estudiantes

- 10-Rosario Central

- 11- Gimnasia y Esgrima

- 12-Tigre

- 13-Argentinos Juniors

- 14-Godoy Cruz

- 15-Olimpo

- 16-All Boys

- 17-River Plate

- 18-Quilmes

- 19-Racing Avellaneda

- 20-Colón

## Torneio Final
Classificação Final
- 1 -River Plate

- 2 -Boca Juniors

- 3 -Estudiantes

- 4 - Godoy Cruz

- 5 -Gimnasia y Esgrima

- 6 -Velez Sarsfield

- 7 -Colón

- 8 -Rosario Central

- 9 -Lanús

- 10-Olimpo

- 11-San Lorenzo

- 12-Newell's Old Boys

- 13-Tigre

- 14-Quilmes

- 15-Belgrano

- 16-Atlético de Rafaela

- 17-Arsenal de Sarandí

- 18-Racing Avellaneda

- 19-Argentinos Juniors

- 20-All Boys

## Partida final do campeonato
Foi disputada entre os campeões do Torneio Inicial e do Torneio Final, na cidade de La Punta. O vencedor foi o River Plate, que obteve a Copa Campeonato da Primeira Divisão de 2013–14 e a classificação para disputar a Supercopa Argentina de 2014 e a Copa Sul-Americana de 2014.
| Partida     | Partida   | Partida     | Partida  | Partida            | Partida |
| Equipe 1    | Resultado | Equipe 2    | Local    | Data               |         |
| ----------- | --------- | ----------- | -------- | ------------------ | ------- |
| San Lorenzo | 0 - 1     | River Plate | La Punta | 24 de maio de 2014 |         |